# Arif Kocaman
Arif Kocaman (* 14. September 2003 im Tavşanlı) ist ein türkischer Fußballspieler.

## Karriere
Kocaman begann seine Karriere bei 
TKİ Tavşanlı Linyitspor, wo er bis 2017 im Jugendbereich aktiv war, bevor er in die Jugendmannschaften von Sakaryaspor wechselte. Dort erhielt er im Sommer 2021 einen Profivertrag und debütierte am 2. Mai 2021 in der TFF 2. Lig. Im Januar 2022 wechselte er zu Kayserispor und unterschrieb dort einen Vierjahresvertrag. Sein Debüt in der Süper Lig gab er am 14. Mai 2022 beim 3:0-Heimsieg gegen Yeni Malatyaspor.
Im September 2022 wurde Kocaman erstmals in die türkische U-21-Nationalmannschaft berufen.